# Chrysomerophyceae
Chrysomerophyceae é uma classe monotípica de protistas fotossintéticos pertencentes ao grupo stramenopiles.

## Taxonomia
As mais recentes classificações estabelecem a seguintes estrutura taxonómica:
- Classe Chrysomerophyceae Cavalier-Smith 1995[3]
  - Ordem Chrysomeridales O'Kelly & Billard ex Preisig
    - Família Chrysomeridaceae Bourrelly 1957
      - Género Antarctosaccion Delépine 1970
      - Género Tetrasporopsis 
      - Género Giraudyopsis Dangeard 1965
      - Género Chrysowaernella Gayral & Lepailleur 1971 ex Gayral & Billard 1977
      - Género Chrysomeris Carter 1937